# Spirostreptus plananus
Spirostreptus plananus är en mångfotingart som beskrevs av Karsch 1881. Spirostreptus plananus ingår i släktet Spirostreptus och familjen Spirostreptidae. Inga underarter finns listade i Catalogue of Life.